# Alma Hjelt
Alma Evelina Hjelt, född 30 september 1853 i Helsingfors, död 15 maj 1907 i Stockholm, var en finländsk feminist och gymnastiklärare. 
Hjelt studerade 1872 vid makarna Asps gymnastikinstitut i Helsingfors och blev därefter gymnastikdirektör i Stockholm. Hon var först verksam som sjukgymnast och blev gymnastiklärare i Helsingfors blindskola 1879. År 1886 deltog hon i grundandet av Helsingfors finska samskola, vid vilken hon därefter var gymnastiklärare. 
Hjelt var en av initiativtagarna till den 1884 bildade Finska kvinnoföreningen, i vilken hon var sekreterare 1884–1889 och vice ordförande 1904–1907.